# QV68

QV68 es la tumba de Meritamón, la hija y Gran Esposa Real de Ramsés II, perteneciente a la dinastía XIX. Está emplazada en el Valle de las Reinas, en la ribera occidental del Nilo, en Egipto.
Champollion y Lepsius hicieron referencia a esta tumba, que posteriormente fue excavada por Ernesto Schiaparelli, director del Museo Egipcio de Turín.
Lepsius la describió brevemente, clasificándola con el número 12 de su lista.

## Descripción
La tumba está compuesta por un vestíbulo, una cámara lateral y una cámara funeraria. La sala principal contiene varias escenas con deidades. Meritamón aparece ante Neit, Tot, Ra-Horajti y Hathor. Se muestra consagrando los cofres de Mehet ante Osiris y Hathor, que están sentados en un quiosco. Las inscripciones identifican a la reina con los títulos de "Osiris, Hija del rey, Gran Esposa Real, Señora de la Dos Tierras, larga vida a Meritamón". De ella se dice que «porta un cofre de ropa, eternamente; consagrando el cofre de ropa tres veces» (sic).
Otras escenas muestran a la difunta haciendo ofrendas a Jnum y ofreciendo dos vasijas a Ptah.
Meritamón fue enterrada en un sarcófago de granito rojo que actualmente se encuentra en el Museo de Berlín (15274). Las inscripciones la identifican como la "(Hija del rey), Gran (Esposa Real), Señora de las Dos Tierras, Meritamón, justificada"; y como "Osiris, la Hija del rey amada por él, Gran Esposa Real, Señora de las Dos Tierras, Meritamón, justificada".